# The Gift (album của Susan Boyle)
The Gift là album thứ hai của ca sĩ Susan Boyle người Scotland, được phát hành ngày 8 tháng 11 năm 2010. Boyle nói album mang âm hưởng thập niên 1960 "bởi đó là thời đại [của cô]".

## Đón nhận

### Thành công thương mại
Tại Hoa Kỳ, album xuất hiện ở vị trí dẫn đầu của Billboard 200 với doanh số tuần đầu tiên là 318.000 bản. Trong tuần tiếp theo, album vẫn giữ vững vị trí này với doanh số cao hơn cả tuần đầu tiên, 325.000 bản. Tuần thứ ba, album rơi xuống vị trí 3 với doanh số 263.000, nhưng trở lại vị trí quán quân ở tuần thứ tư và thứ năm, với doanh số lần lượt là 272.000 và 243.000 bản.
Album đã đạt vị trí quán quân trên UK Albums Chart với 102.000 bản trong tuần phát hành đầu tiên. Tại Canada, album đạt vị trí #3, bán được 13.000 bản trong tuần đầu tiên.

### Đánh giá chuyên môn
| Đánh giá chuyên môn | Đánh giá chuyên môn |
| Nguồn đánh giá      | Nguồn đánh giá      |
| Nguồn               | Đánh giá            |
| ------------------- | ------------------- |
| Allmusic            | [ 13 ]              |
| BBC Music           | (ưa thích)          |
| Metro International | (lẫn lộn)           |
| Yahoo! Music        | [ 16 ]              |

Album nhận được những đánh giá khác nhau từ các nhà phê bình. Theo đánh giá của Metacritic, album nhận được 59 điểm (tối đa 100) dựa trên 4 đánh giá.

## Danh sách bài hát
| STT | Nhan đề                                        | Sáng tác                            | Nghệ sĩ gốc        | Thời lượng |
| --- | ---------------------------------------------- | ----------------------------------- | ------------------ | ---------- |
| 1.  | "Perfect Day"                                  | Lou Reed                            | Lou Reed           | 4:31       |
| 2.  | "Hallelujah"                                   | Leonard Cohen                       | Leonard Cohen      | 3:53       |
| 3.  | "Do You Hear What I Hear?" (cùng Amber Stassi) | Noël Regney, Gloria Shayne Baker    | Harry Simeone      | 3:55       |
| 4.  | "Don't Dream It's Over"                        | Neil Finn                           | Crowded House      | 3:47       |
| 5.  | "The First Noel"                               | Trad/Arranger Steve Mac, David Arch | Bài hát Giáng sinh | 2:59       |
| 6.  | "O Holy Night"                                 | Trad/Arranger Steve Mac, David Arch | Bài hát Giáng sinh | 4:04       |
| 7.  | "Away in a Manger"                             | Trad/Arranger Steve Mac, David Arch | Bài hát Giáng sinh | 2:56       |
| 8.  | "Make Me a Channel of Your Peace"              | Trad/Arranger Sebastian Temple      | Christian hymn     | 4:24       |
| 9.  | "Auld Lang Syne"                               | Trad/Arranger Steve Mac, David Arch | Dân gian           | 2:45       |
| 10. | "O Come All Ye Faithful"                       | Trad/Arranger Steve Mac, David Arch | Christian hymn     | 2:06       |
| 11. | "Vapor Trail" (Bonus track Nhật Bản)           | Yumi Arai                           | Yumi Arai          | 3:46       |

## Xếp hạng
| Bảng xếp hạng (2010)            | Vị trí cao nhất |
| ------------------------------- | --------------- |
| Australian Albums Chart         | 2               |
| Austrian Albums Chart           | 38              |
| Belgian Albums Chart (Flanders) | 2               |
| Belgian Albums Chart (Wallonia) | 30              |
| Canadian Albums Chart           | 1               |
| Danish Albums Chart             | 14              |
| Dutch Albums Chart              | 1               |
| European Top 100 Albums         | 5               |
| French Albums Chart             | 29              |
| Greek Albums Chart              | 7               |
| Hungarian Albums Chart          | 7               |
| Irish Albums Chart              | 5               |
| Italian Albums Chart            | 97              |
| Japanese Oricon Chart           | 18              |
| Mexican Albums Chart            | 71              |
| New Zealand Albums Chart        | 1               |
| Swedish Albums Chart            | 12              |
| Swiss Albums Chart              | 19              |
| UK Albums Chart                 | 1               |
| U.S. Billboard 200              | 1               |
| U.S. Holiday Albums             | 1               |

| Bảng xếp hạng (2010) | Vị trí |
| -------------------- | ------ |
| US Billboard 200     | 100    |

| Quốc gia       | Chứng nhận  | Doanh số  |
| -------------- | ----------- | --------- |
| Úc             | 3x Bạch kim | 210.000+  |
| Canada         | 2x Bạch kim | 160,000   |
| Hungary        | Vàng        | 3.000+    |
| New Zealand    | 4x Bạch kim | 60.000+   |
| Thụy Điển      | Vàng        | 20.000+   |
| Hoa Kỳ         | 3x Bạch kim | 3.000.000 |
| Vương quốc Anh |             | 600.000+  |

## Lịch sử phát hành
| Quốc gia       | Ngày phát hành       | Dạng đĩa           |
| -------------- | -------------------- | ------------------ |
| Vương quốc Anh | 8 tháng 11 năm 2010  | CD, nhạc số tải về |
| Canada         | 9 tháng 11 năm 2010  | CD, nhạc số tải về |
| Hoa Kỳ         | 9 tháng 11 năm 2010  | CD, nhạc số tải về |
| Nhật Bản       | 10 tháng 11 năm 2010 | CD, nhạc số tải về |
| Argentina      | 10 tháng 11 năm 2010 | CD, nhạc số tải về |
| México         | 22 tháng 11 năm 2010 | CD, nhạc số tải về |